# Antonov An-72
Antonov An-72 (NATO naziv: Coaler) sovjetski je STOL transportni zrakoplov kratkog i srednjeg doleta. Posebno je dizajniran za korištenje u arktičkim regijama. Njegova dva turboventilatorska motora postavljena su ispred i iznad krila i usmjeravaju protok zraka preko krila kako bi se povećao uzgon (Coandă efekt) i smanjilo usisavanje snijega.

## Razvoj i izgradnja
Zrakoplov je dizajniran s ramenim krilom i podvozjem na uvlačenje. Glavno podvozje smješteno je u izbočinama na trupu , što ga čini kratkim i robusnim i omogućuje uzlijetanje s neasfaltiranih staza i ledenih površina.
Zrakoplov ima podignuti T-rep kako bi se utovarna rampa mogla ugraditi u stražnjem dijelu trupa. Povišeni motori pomažu u održavanju udaljenosti polijetanja i slijetanja ispod 500 m (STOL : kratko polijetanje i slijetanje). Ovaj je raspored korišten i u Antonovu An-32, koji je pogonjen visoko postavljenim turbopropelernim motorima. Prvi je let obavljen 31. kolovoza 1977., no prva uporaba ukupno osam predserijskih modela (od toga dva Antonov An-74) počela je tek u prosincu 1985. godine. Proizvodnja je započela u Pogonu 135 u Harkovu, a Sovjetsko ratno zrakoplovstvo preuzelo je prve primjerke 1987. godine. Od početka proizvodnje proizvedena su 102 primjerka koja se koriste diljem svijeta.

## Tehničke specifikacije
|                     | Podaci                                  |
| ------------------- | --------------------------------------- |
| Posada              | 3 – 5                                   |
| Putnika             | maksimalno 68                           |
| Duljina             | 28,07 m                                 |
| Raspon              | 31,89 m                                 |
| Visina              | 9,20 m                                  |
| Nosivost            | 7500 kg                                 |
| Brzina krstarenja   | 550 – 600 km/h                          |
| Najveća brzina      | 705 km/h                                |
| Najveća visina leta | 11 800 m                                |
| Dolet               | 1000 – 3200 km                          |
| Motor               | dva motora ZMKB Progress D36 od 63,7 kN |

## Naoružanje
Po potrebi, ispod krila i na trup u stražnjoj utovarnoj rampi može se pričvrstiti dizalica za bombe i tri ovjesne stanice.
Naoružanje do 2500 kg na tri ovjesne stanice i dizalici za bombe
Nevođene rakete zrak-zemlja
- 2 × raketne cijevi za lansiranje UB-32A-57 za 32 nevođene rakete zrak-zemlja kalibra S-5 57 mm.

Nevođene gravitacijske bombe
- 4 × FAB-100 ( gravitacijska bomba od 100 kg)

Vanjski spremnici
- 2 × kontejnera automatskih topova UPK-23-250, svaki s dvocijevnim automatskim topom 23 mm Gsch-23 i 250 komada streljiva (rasprskavajuća bojeva glava i tenkovski zapaljivi projektili)

## Vanjske poveznice
- Detaljna serija fotografija na EnglishRussia.com